# Maxates
Maxates là một chi bướm đêm thuộc họ Geometridae.

## Các loài
- Maxates acutissima  Walker
- Maxates albistrigata  (Warren, 1895)